# Life (tijdschrift)

Logo van LIFE Magazine

Life is de naam van twee verschillende Amerikaanse tijdschriften, waarvan het tweede, een tijdschrift met fotoreportages, in het midden van de twintigste eeuw wereldwijd bekend werd.

## Life (1883-jaren 30)
De eerste Life was een New Yorks tijdschrift, uitgegeven door de Life Publishing Company van Manhattan. Het was een humoristisch weekblad met verhalen, humoristische cartoons en pin-ups, en recensies van films en theatervoorstellingen.
Dit magazine viel ten prooi aan de Grote Depressie en verdween in het begin van de jaren 1930.

## Life (1936-)
Henry Luce kocht de naam van het ter ziele gegane blad en stichtte in 1936 een nieuw tijdschrift met dezelfde naam, een groot formaat weekblad met de nadruk op fotoreportages van de hele wereld. Het eerste nummer verscheen op 23 november 1936. Het tijdschrift, dat behoorde tot Time, werd een groot succes, en had op zijn hoogtepunt (ongeveer de jaren 1950-1960) tientallen miljoenen lezers over de hele wereld.
Wegens afnemende oplagecijfers van tijdschriften in het algemeen en daarmee gepaard gaande dalende advertentie-inkomsten, moest Life er in 1972 echter mee ophouden. Het laatste nummer van het weekblad verscheen op 29 december 1972. Vanaf toen verscheen er nog alleen ieder halfjaar een Life-fotoboek, tot in oktober 1978 het tijdschrift nieuw leven werd ingeblazen, doch ditmaal als maandblad. Deze nieuwe Life zou verschijnen tot mei 2000. Tijdens de eerste Golfoorlog verscheen Life een tijdlang wekelijks.
Vanaf oktober 2004 is Life een wekelijkse weekendbijlage bij een aantal Amerikaanse kranten, waaronder de Los Angeles Times, de Chicago Tribune en Newsday.
Beroemde fotojournalisten die voor Life hebben gewerkt zijn onder anderen Robert Capa, Margaret Bourke-White (de eerste vrouwelijke fotojournalist), Alfred Eisenstaedt, Lee Miller en Gordon Parks.